# NGC 4277
NGC 4277 ist eine Linsenförmige Galaxie vom Hubble-Typ SB0/a im Sternbild Jungfrau nördlich der Ekliptik. Sie ist schätzungsweise 95 Millionen Lichtjahre von der Milchstraße entfernt und hat einen Durchmesser von etwa 30.000 Lj. Die Galaxie wird unter der Katalognummer VVC 386 als Teil des Virgo-Galaxienhaufens gelistet.

Gemeinsam mit NGC 4259, NGC 4268, NGC 4270, NGC 4273, NGC 4281 und IC 3153 bildet sie die Galaxiengruppe Holm 368.
Das Objekt wurde am 17. April 1786 von dem Astronomen William Herschel entdeckt.
Am 2. April 2020 wurde in NGC 4277 die Supernova SN 2020ftl entdeckt.